# Ouratea oblongifolia
Ouratea oblongifolia är en tvåhjärtbladig växtart som beskrevs av Henry Hurd Rusby. Ouratea oblongifolia ingår i släktet Ouratea och familjen Ochnaceae. Inga underarter finns listade i Catalogue of Life.